# Leptodesmus muriensis
Leptodesmus muriensis är en mångfotingart som beskrevs av Christoph D. Schubart 1960. Leptodesmus muriensis ingår i släktet Leptodesmus och familjen Chelodesmidae. Inga underarter finns listade i Catalogue of Life.